# Český rozhlas Rádio Junior
Český rozhlas Rádio Junior je celoplošná stanice Českého rozhlasu pro děti. Vznikla v roce 2012. Od roku 2021 je šéfredaktorem stanice Adam Kebrt.
Jedná se o jediné živě moderované rádio pro dětské posluchače předškolního a školního věku v České republice. Má doplňkový stream bez mluveného slova s názvem Rádio Junior – Písničky.

## Historie
Rádio Junior začalo vysílat 3. září 2012 jako hodinový blok pro děti na stanici Dvojka, na webu se pak nacházely doplňkové písničkové streamy Rádio Junior MINI a Rádio Junior MAXI. Vlastní stanice začala vysílat 1. listopadu 2012 na internetu, dva doplňkové streamy byly zredukovány na jeden s názvem Rádio Junior – Písničky.
Od 1. března 2013 začalo Rádio Junior vysílat i na platformách DVB-T2, DVB-S2, DVB-C a DAB+.
Na konci roku 2016 opustila po čtyřech letech pozici šéfredaktorky Zora Jandová a dočasně ji nahradila Šárka Fenyková. 1. září 2017 se stal šéfredaktorem Petr Zettner, 1. října 2018 se šéfredaktorem stal Tomáš Vacek, 1. srpna 2021 se šéfredaktorem stal Adam Kebrt.

## Zaměření a program
Maskotem stanice je Ušoun Rušoun, postavička strašidla s velkýma barevnýma ušima od výtvarnice Barbory Buchalové.

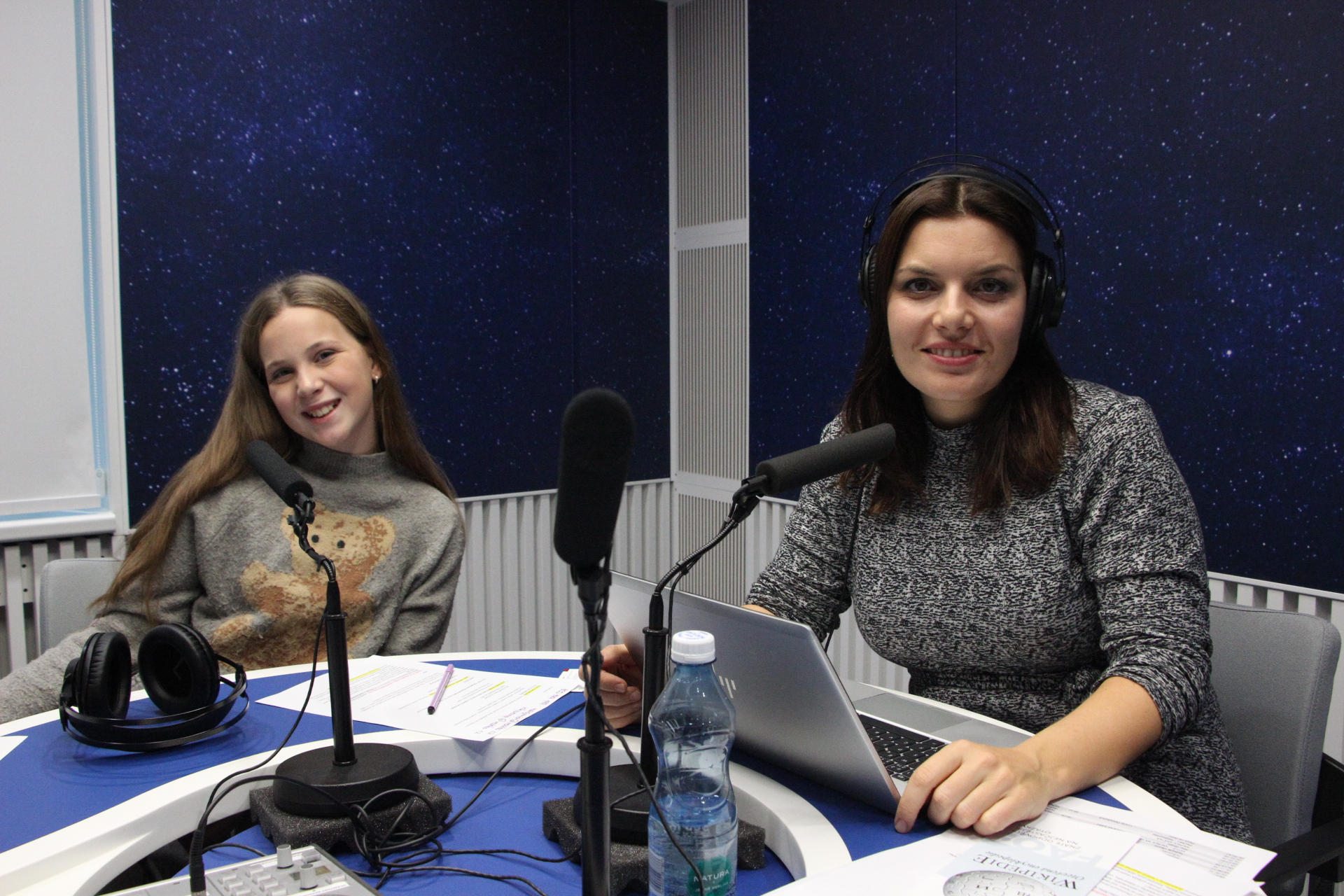
Moderátorky Klára Nováková (vpravo) a Nina Večerková

Hlavními programovými prvky Rádia Junior jsou písničky, povídání s hosty, pohádky, dobrodružné příběhy, vtipné hlášky, zprávičky či soutěže. Od roku 2018 se také více zaměřuje na spolupráci přímo s dětmi. Tak vznikl například pořad Správná desítka, který pod vedením redaktorů Rádia Junior připravují děti samy. Odpoledním vysíláním ve všední dny pak společně s dospělým často provází také dětský moderátor.
Pořad Klub Rádia Junior je vysílán denně. Je to hodinový magazín pro děti, který se dříve jmenoval Domino. Dalším pořadem je Hitparáda, v němž mohou posluchači hlasovat prostřednictvím webových stránek nebo aplikace Rádia Junior.

## Distribuce signálu
Digitální vysílání je zprostředkované terestrickým televizním standardem DVB-T2, rozhlasovým DAB+ a satelitním vysíláním přes družici Astra 3A (pozice 23,5° východně) v DVB-S2. K dispozici je i internetové vysílání a vysílání pro mobilní telefony.
|                  | Frekvence |
| ---------------- | --------- |
| Čechy            | 12C DAB+  |
| Morava a Slezsko | 12D DAB+  |